# I thalassies i hadres
I thalassies i hadres (Grieks: Οι θαλασσιές οι χάντρες) is een Griekse komische film uit 1967, onder regie van Giannis Dalianidis. Zoi Laskari, Fiadon Georgitsis een Kostas Voutsas spelen de hoofdrollen.

## Rolverdeling
| Acteur            | Personage                |
| ----------------- | ------------------------ |
| Zoi Laskari       | Mary (Mairi) Kaniatoglou |
| Faidon Georgitsis | -                        |
| Kostas Voutsas    | Kostas Pitouras          |
| Martha Karagianni | Eleni Tsitoura           |
| Mary Hronopoulou  |                          |
| Giannis Vogiatzis | Memas Gardoubas          |
| Aris Maliagros    | Sokratis Kaniatoglou     |